# Spin (magazyn)
Spin – amerykańskie czasopismo muzyczne, powstało w 1985 roku z inicjatywy Boba Guccione Jr.. Od 2012 roku pismo nie ukazuje się w druku, lecz jako webzine. Według danych z 2011 roku gazeta osiągała nakład rzędu 460 tys. egzemplarzy.